# Virring-Essenbæk Kommune
Virring-Essenbæk Kommune var en dansk sognekommune i Randers Amt fra 1842 til 1970. Kommunen bestod af Virring og Essenbæk Sogne. Den blev ved kommunalreformen i 1970 en del af Sønderhald Kommune. Efter strukturreformen i 2007 ligger den tidligere Voer-Estruplund Kommune i Randers Kommune.